# Mezcal
Ne doit pas être confondu avec la mescaline, alcaloïde hallucinogène extrait du peyotl.
 (avril 2012).
Si vous disposez d'ouvrages ou d'articles de référence ou si vous connaissez des sites web de qualité traitant du thème abordé ici, merci de compléter l'article en donnant les références utiles à sa vérifiabilité et en les liant à la section « Notes et références ».
Le mezcal (ou mescal, du nahuatl mexcalli [metl + ixcalli], qui signifie « agave cuite au four ») est une eau-de-vie élaborée au Mexique à partir de l'Agave, aussi appelé « maguey ».

## Origines
Les Mésoaméricains ne connaissant pas le procédé de la distillation, la seule boisson alcoolisée qu'ils tiraient de l'agave était le pulque, dont le degré d'alcool était faible, entre 6 et 8 °GL environ. Les analyses menées par l'université nationale autonome de Mexico sur d'anciens fours découverts à Xochitécatl-Cacaxtla suggèrent qu'un processus de chauffage-fermentation-distillation a pu être mis en œuvre pour obtenir une liqueur rituelle de plus fort degré alcoolique.
La distillation fut pratiquée à partir du XVIIe siècle à l'époque de la Nouvelle-Espagne.
La naissance de la grande diversité des « mezcales » a probablement commencé avec l'introduction de la production du vin de coco.

## Distinction entre le mezcal et le tequila, réglementation

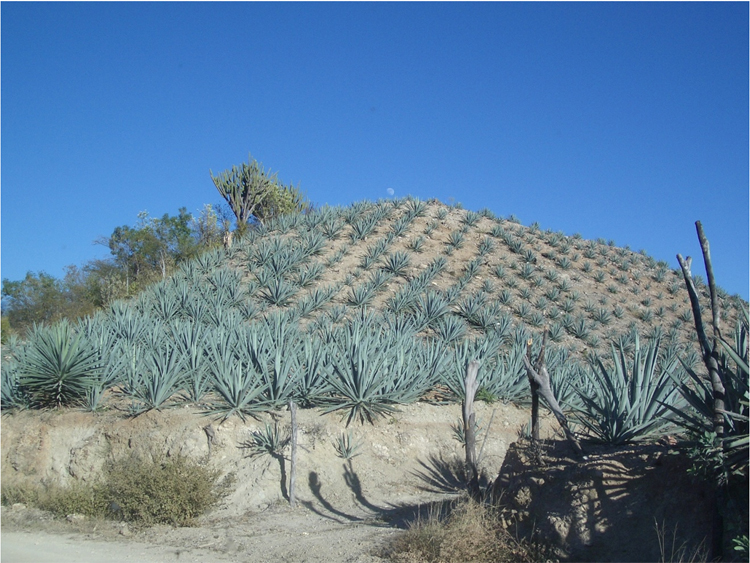
Paysage typique d'agaves cultivées.

Le tequila est une eau-de-vie qui doit obligatoirement être élaborée à partir de l'Agave tequilana, variété bleue. Pour le mezcal, toutes les variétés d'agave sont autorisées.
Ces réglementations sont régies par des normes d'appellations d'origine (denominación de origen). Ainsi, les deux boissons diffèrent également par leur zone de production. En 2021, la tequila peut être produite dans tout l'État de Jalisco, ainsi que dans certaines municipalités de Guanajuato, de Michoacán, de Nayarit ou de Tamaulipas. En 2017, le mezcal pouvait quant à lui être produit dans les États de Durango, de Guerrero, de Oaxaca, de San Luis Potosí et de Zacatecas, ainsi que dans les municipalités de San Felipe et de San Luis de la Paz à Guanajuato, 11 municipalités de Tamaulipas, 29 municipalités de Michoacán, et 115 municipalités de Puebla. Ces dernières municipalités résultent d'ajouts successifs dans le territoire de l'appellation. L'aire commune aux deux appellations est donc petite, relativement aux zones autorisées respectives.

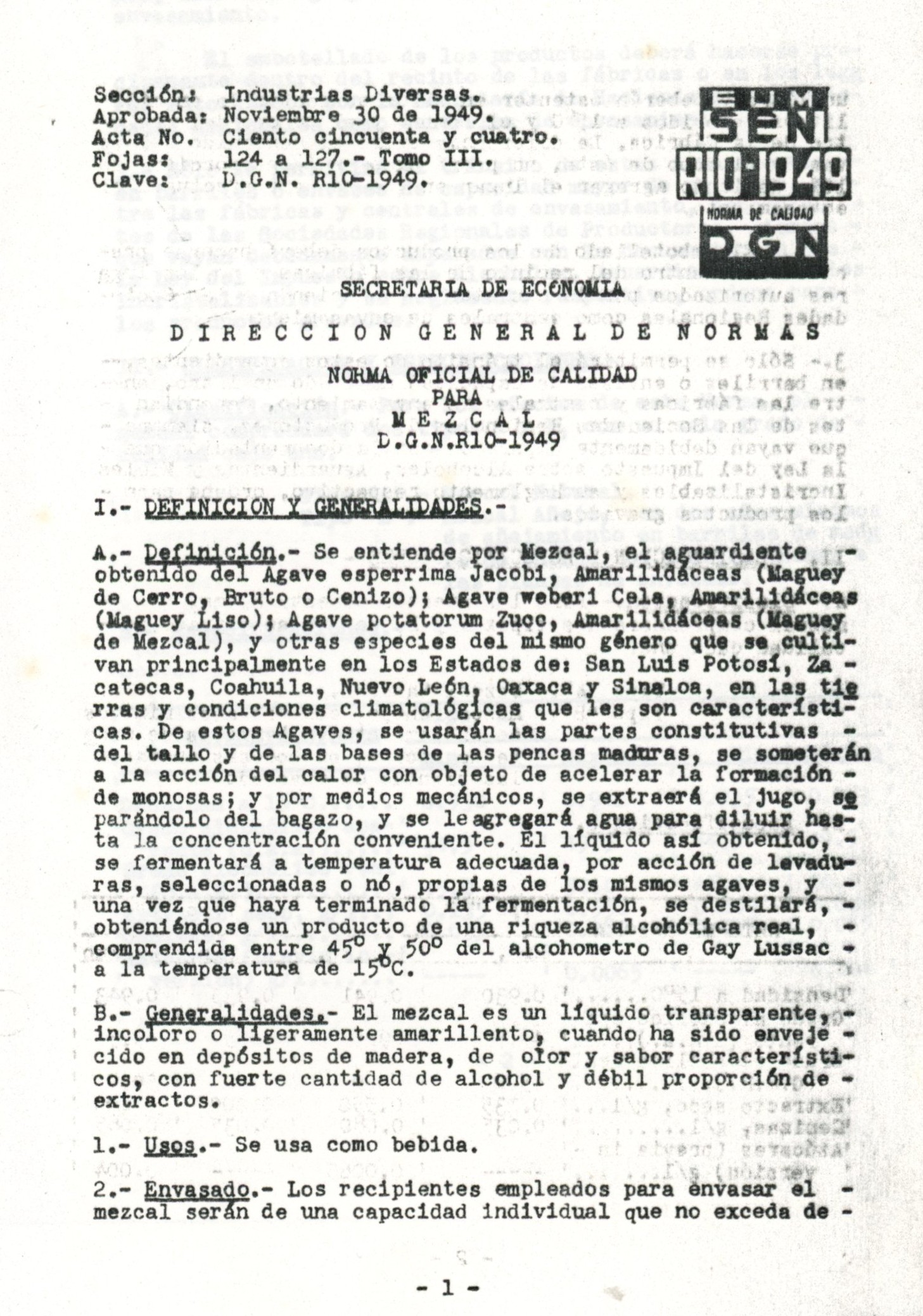
Norme MEZCAL 1949

La déclaration de la protection de l'appellation d'origine mezcal a été publiée le 28 novembre 1994 dans le Journal officiel de la Fédération. La première norme du mezcal a été publiée en 1949. Une nouvelle a été rédigée en 1994. Elle est rentrée en vigueur en 1997, elle comporte  deux catégories :
- le type 1 : mezcal 100 % agave ;
- le type 2 : il doit contenir un minimum de 80 % d'agave.

Cette nouvelle norme établit aussi plusieurs catégories selon l'âge du mezcal, ces catégories sont les mêmes que pour le tequila : joven, reposado et añejo.
En 2008, il était encore d'usage au Mexique d'appeler mezcal toute eau-de-vie d'agave, ce qui entraîne une confusion avec l'appellation protégée. Ainsi, il existait des producteurs de mezcal à Jalisco, alors que cet État ne faisait pas partie de la zone de l'appellation officielle.
Une nouvelle norme est entrée en vigueur le 24 avril 2017 . Elle  supprime notamment les deux types de mezcal : seul ce qui était auparavant appelé mezcal de type 1 est alors autorisé à s'appeler mezcal. Les entreprises avaient un délai de quatre ans pour se mettre en conformité avec cette nouvelle réglementation. Par conséquent, depuis mai 2021, les mezcals commercialisés sont tous fabriqués à partir de 100 % d'agave.

## C'est dans les années "80" que le mezcal se "redresse" en France
Le 11 juin 1997 est publié au journal officiel de l’union européenne (UE) un traité entre la Communauté européenne et les États-Unis mexicains concernant la reconnaissance mutuelle et la protection des dénominations dans le secteur des boissons spiritueuses.
Il comporte deux annexes. La première énumère les 16 types de boissons de l’UE, et la seconde en comporte deux pour le Mexique : la téquila et le mezcal.
Depuis le 17 mai 1994, la qualité des téquilas est contrôlée au Mexique par le Comité regulador del Tequila « CRT ». 
Le comité regulador del mezcal « CRM » commence ses activités à Oaxaca en 1999, soit cinq années après la publication au Mexique du traité avec l’UE.

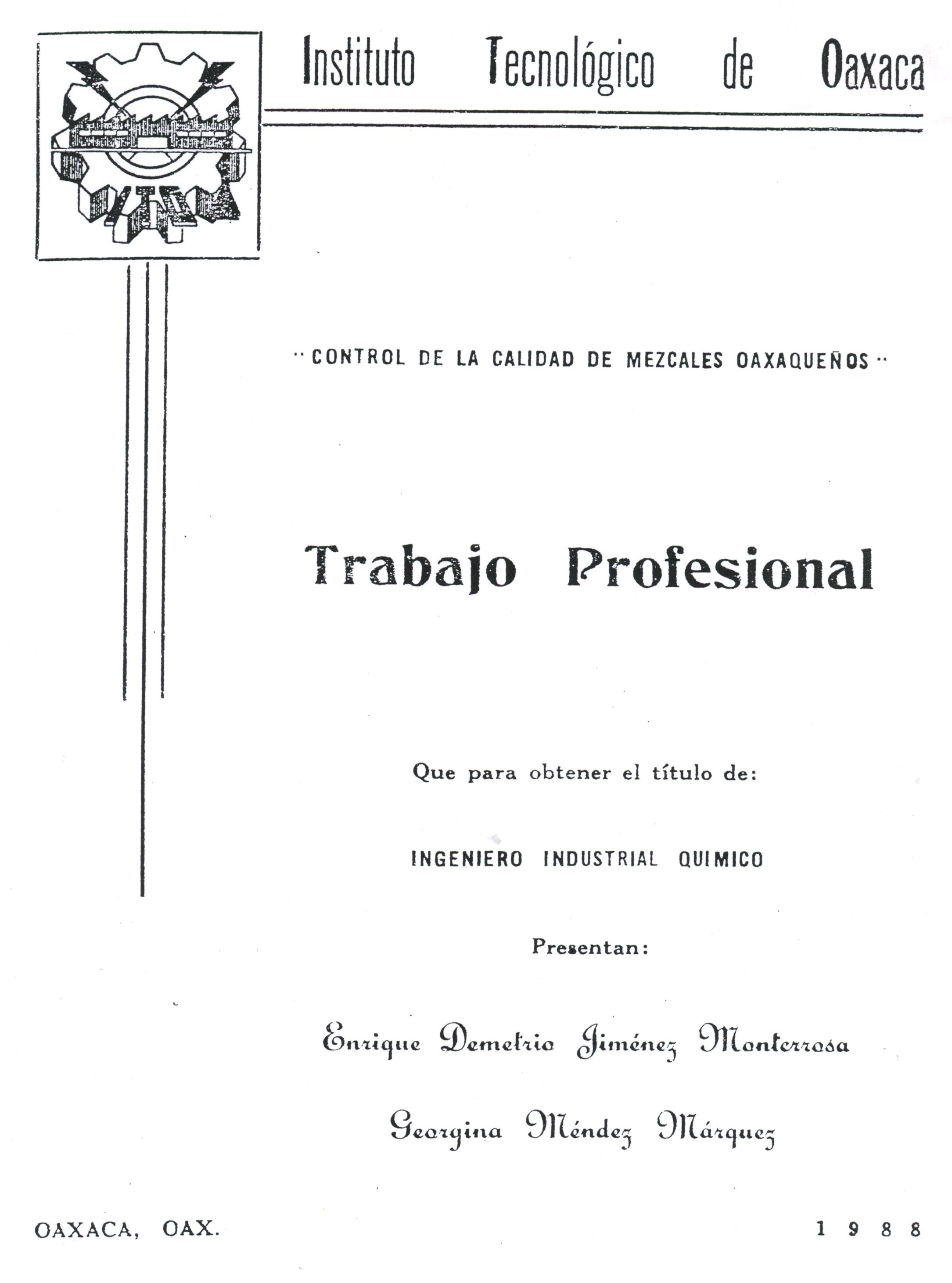
DIPLOME de G. MENEZ y E. JIMENEZ de control de la qualité des mezcals en 1988

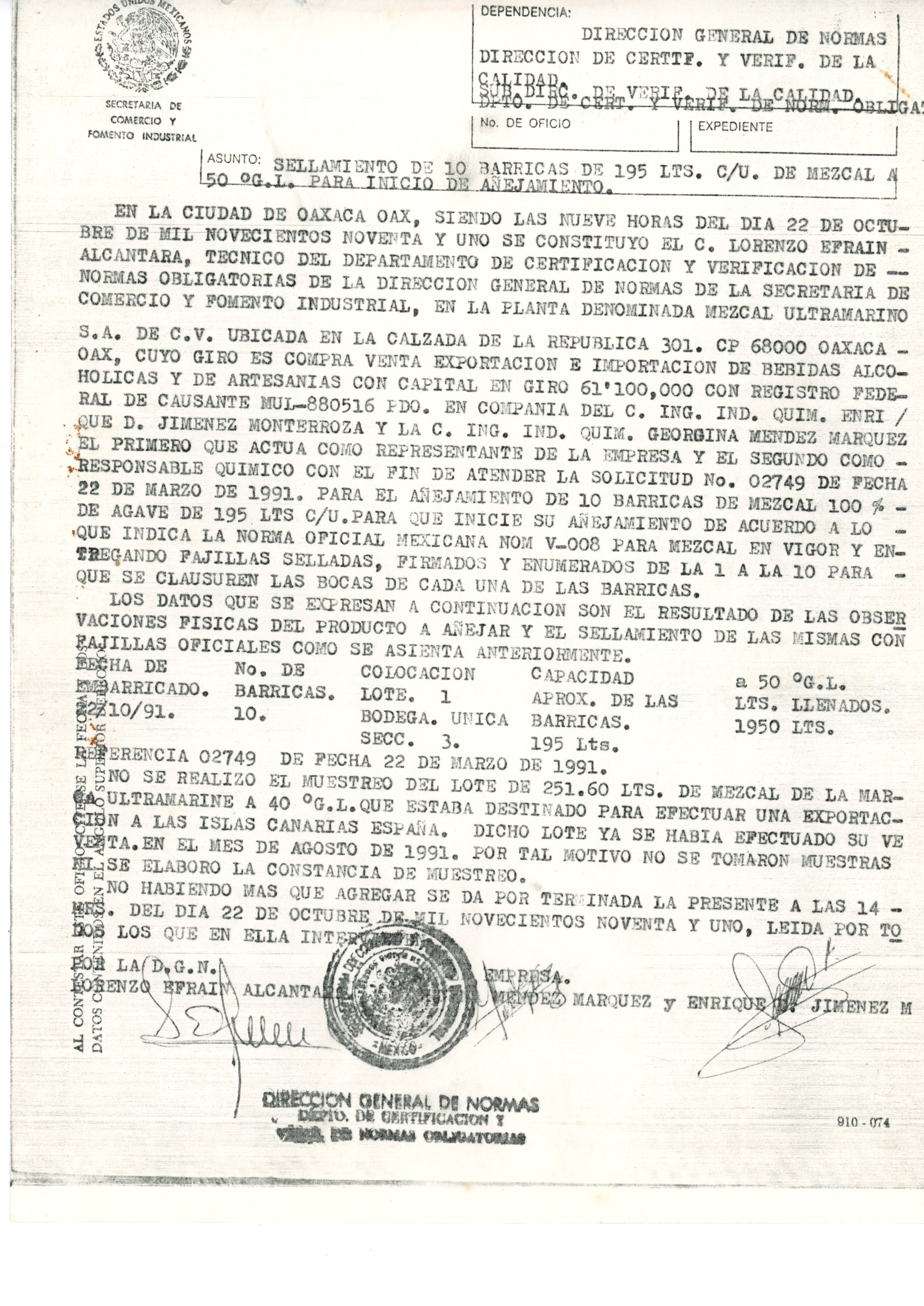
Certificat délivré par le Ministère du commerce mexicain de mise en vieillissement de mezcal ULTRAMARINE en 1991

La renaissance du mezcal débute dans les années 1980. C’est le travail collectif entre des producteurs de mezcal de Oaxaca et le Doctor Mezcal, qui a impulsé la nécessité de certifier la qualité des mezcals. A Oaxaca, le Doctor Mezcal a fait la connaissance d’un couple de jeunes ingénieurs :  Georgina Mendez Marquez et Enrique Jimenez Monterrosa. Tous deux diplômés de l’institut tecnoligico de Oaxaca (ITO). Le sujet de leur thèse publiée en 1988 est : control de la calidad de mezcales oaxaquenos. Il confie à ce couple la direction de l’entreprise Mezcal Ultramarine SA de cv. Le 22 octobre 1991, la direction des Normes du Ministère du commerce mexicain certifie, sous le contrôle des deux ingénieurs, un lot de 1950 litres de mezcal ULTRAMARINE dans 10 barriques pour son vieillissement.
C’est en France que le doctor mezcal a importé pour la première fois du mezcal de Oaxaca du Mexique au début des années 1980. Sa réussite a attisé des convoitises, dont une délictueuse condamnée en France. Un concurrent importateur de tequila en vrac du Mexique, embouteillait en France une partie, comme tequila…mais aussi comme «mezcal ». Ces plus de dix années de batailles juridiques, ont débouché sur la reconnaissance internationale, que le Mexique produit deux appellations d’origine bien distinctes : la téquila et le mezcal. Toutes deux incluses dans le traité signé entre l’Union Européenne et le Mexique,,,,,,,,.

## Production

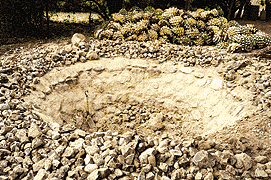
Palenque.

### Techniques de fabrication
Pour le mezcal, on utilise des agaves ayant à maturité environ 7 ans et jusqu'à 30 ans selon les variétés avant qu'ait lieu la récolte, et qu'on appelle jima. Les feuilles acérées (pencas) sont élaguées par le cultivateur d'agave (jimador) à l'aide d'un outil tranchant, la coa, pour ne garder que le cœur ou piña (mot espagnol pour ananas).
Traditionnellement, les piñas, qui ressemblent à des ananas géants pouvant peser 35 kilogrammes, sont cuites dans des palenques, des fosses coniques de 2 à 3 mètres de diamètre creusées dans le sol et dont les parois sont recouvertes de pierres chaudes, de feuilles d'agave, de petate (tapis de fibre de palme) et de terre. La cuisson se fait par la chaleur d'un bois qui se consume et qui apporte de la typicité. Il peut s'agir de bois de chêne mais pas seulement, certains producteurs utilisant du mesquite ou du pin par exemple. Cette cuisson dure jusqu'à une semaine, elle permet de transformer les amidons (inuline) contenus naturellement dans la plante en sucres qui deviennent fermentescibles et qui donneront l'alcool. Ce mode de cuisson permet également à la boisson de s'imprégner des saveurs de la terre et de la fumée.

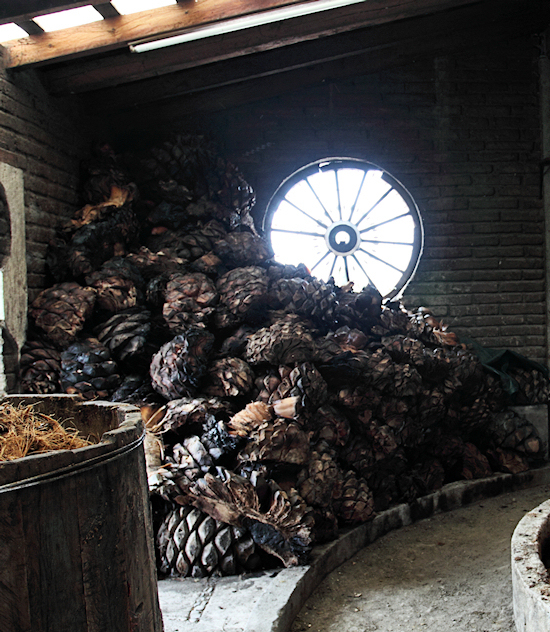
Piñas cuites.

Après la cuisson, la piña est refroidie et repose jusqu'à une semaine, puis elle est moulue pour en extraire la pulpe. Cette dernière opération est effectuée dans un pressoir ou sur un disque de pierre ou de béton sur lequel tourne une roue de pierre (la taona).
On récupère ensuite le contenu broyé et on le place dans de grandes cuves (de différents matériaux comme le bois) où ses sucres vont être transformés en alcool par fermentation, sous l'action de levures naturelles. Cette fermentation dure d’une à quatre semaines en fonction de la température extérieure fortement dépendante de la région de production. Des catalyseurs (des levures chimiques, par exemple), permettant d'accélérer la fermentation en deux à quatre jours, sont parfois ajoutés. Du sucre de canne ou de maïs peut également être utilisé lors de cette fermentation.
Le jus fermenté obtenu, appelé bagazo, est ensuite distillé deux (ou trois) fois dans un alambic en cuivre, en terre cuite ou encore en céramique. Le résultat de la première distillation, une fois les fibres enlevées, est appelé mezcal ordinaire ou ordinario et titre entre 20° et 35°. Après la deuxième distillation, il titre plus de 70°.
Il faut 10 kilogrammes d'agave pour produire 1 litre de mezcal.

### Augmentation des volumes de production à partir de 2014
La production de mezcal a été multipliée par dix de 2015 à 2023, portée par un grand attrait pour cet alcool typique hors des frontières mexicaines. La production est issue à 90% de la région d'Oaxaca.
En 2023, le marché est composé de 25 000 producteurs, contre 3 000 en 2014. De nombreux agriculteurs se sont tournés vers l'agave plutôt que des cultures traditionnelles comme le maïs, la rentabilité étant nettement plus élevée.

### Impact environnemental
La forte demande extérieure a entraîné la multiplication de monocultures d'agave, et par ricochet, une importante déforestation afin d'implanter des champs. Ces monocultures exposent davantage les plantations aux parasites, et ne permettent pas une infiltration satisfaisante de l'eau dans le sol.
Depuis 2019, huit espèces d’agave sylvestre d’Oaxaca ont été classées sur la liste rouge des espèces menacées de l’Union internationale pour la conservation de la nature, alors que de nombreux spécimens sont volés et utilisés pour produire du mezcal.

## Commercialisation
Le degré de commercialisation minimum est de 36 °GL, il peut atteindre 55°.
Les normes mexicaines permettent la commercialisation de tequila ou de mezcal vieillis en fûts de chêne. Le blanco repose moins de deux mois en barriques, le reposado de deux mois à un an, l’añejo un an au minimum.
Depuis le 24 avril 2017, seul l'alcool 100% agave peut s’appeler mezcal. La tequila continue la commercialisation de deux types. Le « 100 % agave » et la téquila « coupée » (mixtos, en espagnol), c'est-à-dire que l'on a utilisé seulement 60 % d'alcool provenant des agaves pour son élaboration, complété par de l'alcool provenant souvent de la distillation de la canne à sucre, beaucoup moins cher que l'agave.
En 2022, le Mexique a produit 14,5 millions de litres d'agave, exportés dans 81 pays, contre 1,4 million en 2014.

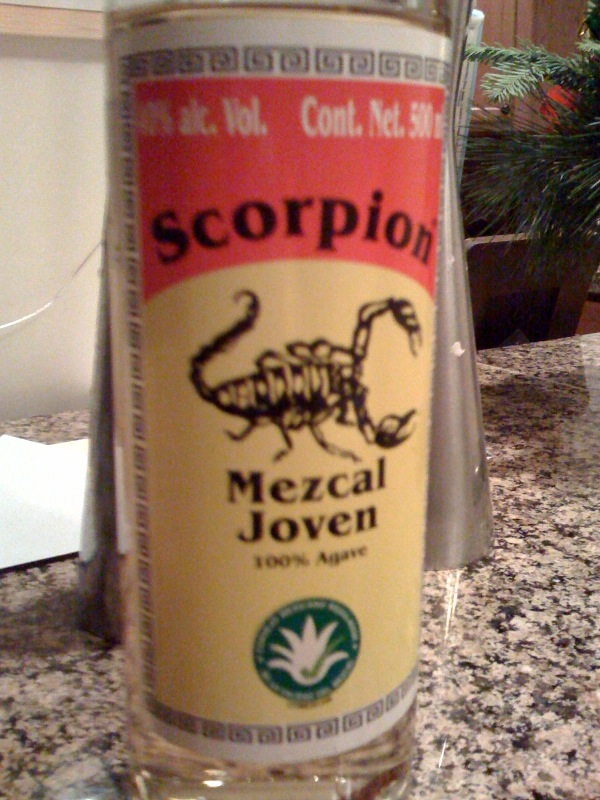
Bouteille de mezcal avec scorpion.

## La larve ougusano
Les producteurs de mezcal ajoutaient une larve d'un papillon de nuit parasite de l'agave, l’Hypopta agavis (aussi appelée chilocuil, chinicuil, ou tecol, mots provenant du nahuatl). Depuis plusieurs années la plupart des mezcals sont vendus sans chenille.
Ces larves sont des chenilles et non des vers (l'espagnol mexicain utilise généralement le terme « gusano » pour les chenilles alors que le castillan utilise le terme « oruga ») qui se nourrissent des feuilles succulentes du maguey.
La pratique de mettre une larve de chilocuil dans les bouteilles de mezcal était une astuce commerciale pour le différencier de la tequila (surtout à l'exportation). Cette pratique n'était pas une coutume locale ancienne.
Le Canada a interdit l'importation de mezcal contenant des larves, pour des raisons sanitaires car ces dernières contiennent un insecte mort mis à l'intérieur de la boisson.
Certaines distilleries remplacent la larve habituelle par un scorpion.